# Folkstrejken

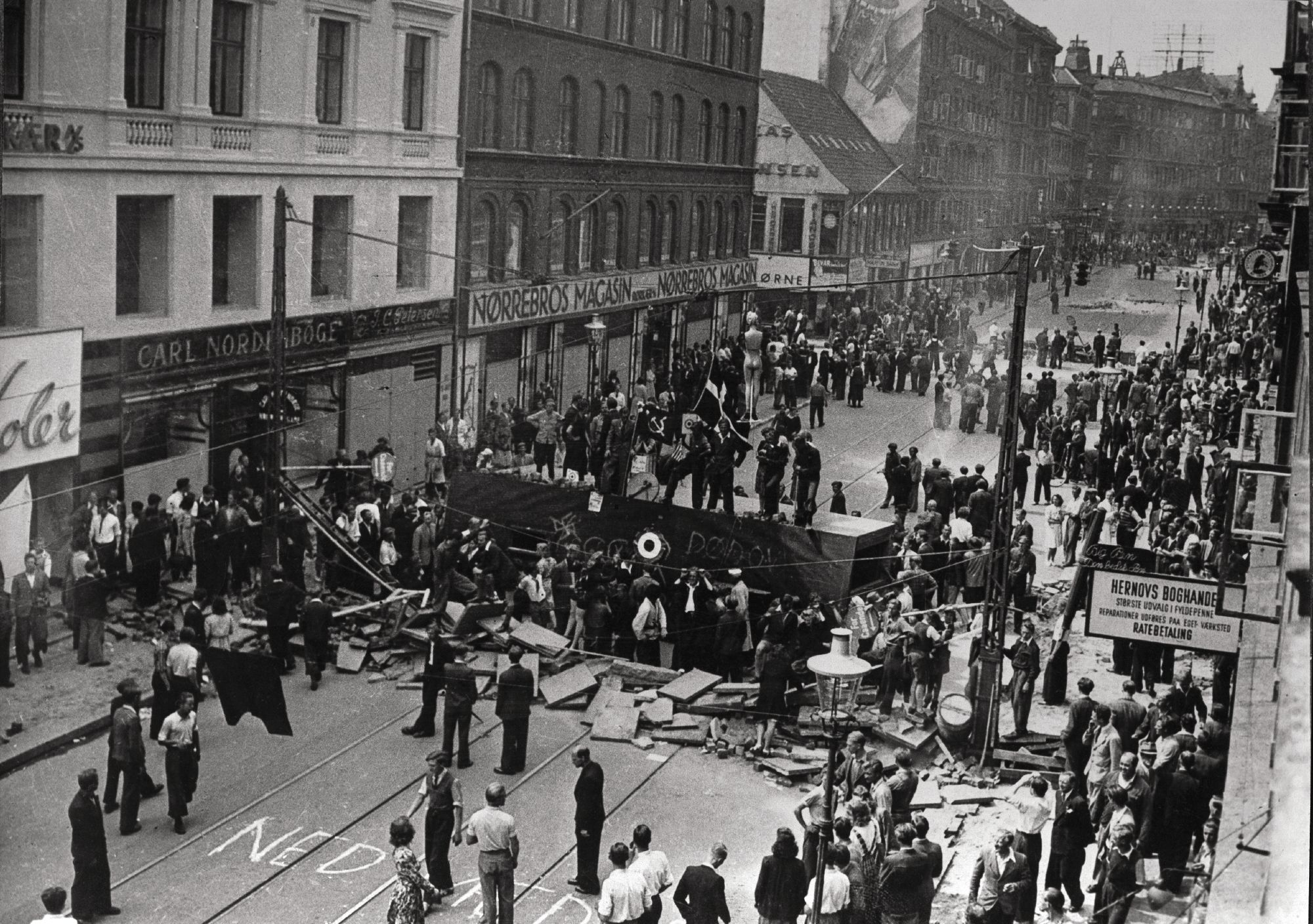
Barrikadbyggande under generalstrejken 1944.

Folkstrejken (danska: Folkestrejken) var en del av den danska motståndskampen mot den tyska ockupationen av Danmark under andra världskriget.
Folkstrejken startade som en spontan protest måndagen den 26 juni 1944  på varvet Burmeister & Wain i Köpenhamn i protest mot tvångsarbeten, den terror mot befolkningen som det nazistvänliga Schalburgkorpset genomförde med bland annat utomrättsliga avrättningar och den nazistiska Petersgruppen sprängande och nedbrännande av Tivoli två dagar tidigare samt som svar på det utegångsförbud tyskarna infört. Den spontana protesten att gå hem tidigare från jobbet initierades av den oppositionella socialdemokratiska politikern Poul Nielsen vilket ledde först till att 300 - 400 varvsarbetare gick hem och kl 14 den dagen hade 1200 lämnat jobbet i förtid. En del stadsbor struntade i utegångsförbudet och började bygga barrikader, som kan ses på bilden till höger. Fler och fler anslöt sig till protesten, barrikadbyggandet och trotsandet av utegångsförbudet i Köpenhamn under de kommande dagarna trots att redan första dagen blev 10 dödade och 46 skadade av den skottlossning som utbröt när de tyska soldaterna sköt mot den danska civilbefolkningen. Fredagen den 1 juli införde den civile tyska befälhavaren Werner Best militärt undantagstillstånd och lät spärra av hela staden. Motståndsrörelsens samordningskommitte, Frihedsrådet, svarade med att utlysa generalstrejk som skulle fortsätta tills undantagstillståndet upphävts och Schalburgkorpset avlägsnats från staden. Samma dag hade sympatistrejker spridit sig över hela Själland och även till Jylland och även spårvagnsförarna i Köpenhamn strejkade. Tyskarna svarade med att stänga av gas, vatten och el i Köpenhamn. Förutvarande dag hade de avrättat åtta motståndsmän och denna dag besköt de barrikaderna i Köpenhamn med följd att 51 dog och över 300 sårades.
Führern ingrep samma dag eftersom "Tysklands kornbod", Danmark, var mycket viktig för den fortsatta krigsinsatsen. Han beskyllde Best för att ha provocerat fram strejken genom utegångsförbud och offentliga avrättningar. Resultatet blev att Best hävde undantagstillståndet, Schalburgkorpsets medlemmar fick kasernförbud och tyska soldater förbjöds att beskjuta danska civila. Detta framfördes måndagen den 4 juli i radio av de danska politikerna, socialdemokraternas Vilhelm Buhl och den konservative Ole Bjørn Kraft. De flesta av arbetarna återgick dock aldrig till arbetet nästa dag utan inväntade istället motståndsrörelsens Frihedsråds proklamation om att segern var vunnen och att folk nu kunde återuppta arbetet. Den kom tisdagen den 5 juli med uppmaningen att återgå till arbetet den 6 juli, vilket folket åtlydde.